# Rdesktop
rdesktop é um software cliente livre para o serviço RDP fornecido por servidores Terminal Services. Ele permite o acesso a um ambiente Windows a partir de um computador cujo sistema operacional é linux, por exemplo. Foi elaborado para ser usado nas plataformas X do Unix e do linux.
Uma interface gráfica é então necessária para sua utilização. O rdesktop funciona com os servidores 4 e 5 do protocolo RDP e, portanto, com os servidores Windows NT, Windows 2000 ou Windows Server 2003. Ele faz também a gestão da encriptação e da compressão do fluxo RDP.
O código-fonte está disponível na GNU GPL.
Sua utilização é simples:
por exemplo, num terminal, para estabelecer um link com o servidor 123.123.123.123 com tela cheia, usando como login "user" e senha "passwd", basta digitar:
```
rdesktop -f -u user -p passwd 123.123.123.123
```

Para sair do modo tela cheia, deve-se apertar simultaneamente CTRL + ALT + ENTER.